# Список народных артистов Таджикской ССР
Звание Народный артист Таджикской ССР учреждено 28 марта 1941 года. Ниже приведён список народных артистов Таджикской ССР по годам присвоения звания.

## 1940-е

### 1941
- Азимова, Азиза (1915—1997), артистка балета, актриса театра, балетмейстер[1]
- Бакаева, Гульчехра[тадж.] (1908—1975), актриса театра и кино
- Галибова, Рена Абрамовна (1915—1995), оперная певица (меццо-сопрано)[2]
- Камолов, Азам[тадж.] (1912—1971), музыкант, дирижёр, композитор
- Муллокандов, Авнер Коенович[тадж.] (1911—1996), оперный певец (баритон)[3]
- Туйбаева, София Эрджановна (1913—1996), актриса театра и кино
- Фазылова, Туфа Фазыловна (1917—1985), оперная певица (сопрано)[4] (впоследствии народная артистка СССР — 1957)

### 1943
- Закирова, Кароматхон[тадж.] (1915—1965), певица, танцовщица, актриса театра
- Зияев, Мирбобо[тадж.] (1910—1974), актёр театра[5]
- Ицков, Леонид Николаевич[тадж.] (1908—1979), театральный режиссёр
- Менглет, Георгий Павлович (1912—2001), актёр театра и кино[6] (впоследствии народный артист СССР — 1974)
- Степанова, Галина Дмитриевна (1911—2006), актриса театра и кино[7]
- Султанова, Таджинисо[тадж.] (1918—2010), актриса театра
- Таджибаева, Башорат[тадж.] (1916—1965), актриса театра

### 1944
- Акимов, Николай Павлович (1901—1968), театральный режиссёр, художник (впоследствии народный артист СССР — 1960)
- Зарубина, Ирина Петровна (1907—1976), актриса театра и кино[5][8]
- Тенин, Борис Михайлович (1905—1990), актёр театра и кино[9] (впоследствии народный артист СССР — 1981)

### 1945
- Бурханов, Асли Бадриддинович (1915—1997), актёр театра и кино, театральный режиссёр[10] (впоследствии народный артист СССР — 1965)
- Валамат-Заде, Гафар Рустамович (1916—1993), артист балета, балетмейстер, оперный режиссёр[11] (впоследствии народный артист СССР — 1976)
- Ланге, Вениамин Яковлевич[тадж.] (1910—?), театральный режиссёр, актёр[12]
- Миропольская, Агафоника Васильевна (1909—1996), актриса театра и кино[13]
- Якушев, Сергей Ильич (1910—1995), актёр театра

### 1946
- Бандишоева, Савсан[тадж.] (1922—2002), актриса театра, певица
- Джураев, Акашариф (1896—1966), певец, композитор

### 1947
- Насырова, Ашура (1924—2011), танцовщица[14]

### 1949
- Захидова, Лютфи (1925—1995), артистка балета (впоследствии народная артистка СССР — 1957)

## 1950-е

### 1951
- Мавлянова, Ханифа Мухиддиновна (1924—2010), оперная певица (лирико-драматическое сопрано)[15] (впоследствии народная артистка СССР — 1968)
- Шквалов, Иван Павлович[тадж.] (1899—1980), актёр театра

### 1955
- Гуломалиев, Гуломхайдар (1904—1961), музыкант, хореограф, композитор (впоследствии народный артист СССР — 1957)

### 1956
- Халилов, Мухаммад[тадж.] (1909—1988), актёр театра

### 1957
- Бабакулов, Ахмад (1931—1990), оперный певец (лирический и драматический тенор)[16] (впоследствии народный артист СССР — 1971)
- Баласанян, Сергей Артемьевич (1902—1982), композитор[17]
- Дустматов, Захир (1914—1967), актёр театра и кино, театральный режиссёр[18]
- Муллоджанова, Шоиста Рубиновна (1925—2010), оперная певица (лирическое сопрано)[19]
- Рахматуллаев, Ходжикул[тадж.] (1909—1993), актёр театра

## 1960-е

### 1960
- Волчков, Николай Николаевич (1910—2003), актёр театра[10] (впоследствии народный артист СССР — 1974)
- Кимягаров, Борис Ариевич (1920—1979), театральный режиссёр[20]
- Назаров, Одилжон[тадж.] (1929—2003), дирижёр, композитор
- Савельева, Галина Дмитриевна[тадж.] (1921—1999), актриса театра
- Эркабаев, Рустам Сулейманович[тадж.] (1913—1963), театральный режиссёр, актёр

### 1962
- Карамхудоев, Бахтулджамол (1919—1990), актёр театра и кино, театральный режиссёр
- Рахимов, Абдусалом Рахимович (1917—1999), актёр театра и кино, театральный и кинорежиссёр[21]

### 1963
- Мительман, Ефим Исаевич (1911—1965), театральный режиссёр

### 1964
- Гафарова, Тути Гафаровна[тадж.] (1916—1986), актриса театра и кино
- Закруткин, Михаил[тадж.], актёр театра
- Назарова, Хайри (1929—2020), актриса театра и кино
- Таджибаев, Тахир[тадж.] (1909—1978), актёр театра
- Шахиди, Зиядулло Мукадасович (1914—1985), композитор[22]
- Усманова, Ойдиной Яхъяевна[тадж.] (1928—2014), актриса театра, певица

### 1965
- Джураев, Шамси[тадж.] (1912—1980), актёр театра и кино[23]
- Шарипова, Лейла Раджабовна (1930—2024), певица

### 1966
- Завкибеков, Гурминдж (1929—2003), актёр театра и кино[24]
- Сабиров, Тахир Мухтарович (1929—2002), кинорежиссёр, киноактёр, сценарист[25]

### 1967
- Ефименко, Клавдия[тадж.], актриса театра
- Исхакова, Барно Бераховна (1927—2001), певица
- Кабирова, Лютфия Рашиджановна (1932—2013), оперная певица (сопрано)[26] (впоследствии народная артистка СССР — 1977)
- Касымов, Абдульхайр Бахромович (1907—2001), актёр театра[27]
- Чистова, Елизавета Дмитриевна[тадж.] (1915—1999), актриса театра

### 1968
- Толмасов, Рафаэль Михайлович[тадж.] (1923—1996), оперный певец (баритон)

### 1969
- Барамыков, Ибрагим Изетуллович (1909—1978), кинодокументалист, кинооператор[28]
- Рогулина, Евгения Ивановна (1906—1984), актриса театра
- Сабирова, Малика Абдурахимовна (1942—1982), артистка балета[29] (впоследствии народная артистка СССР — 1974)
- Смирнова, Ольга Михайловна[тадж.], актриса театра

## 1970-е

### 1971
- Бакиева, Муслима[тадж.] (1933—2016), певица (лирическое сопрано)
- Бурханов, Музаффар[тадж.] (р. 1941), артист балета
- Исаева, Бозгуль Мамедовна[тадж.] (1937—2008), артистка балета
- Шойсмоилова, Сабзажон[тадж.] (1923—2001), актриса театра

### 1974
- Абдуллаев, Ибодулло Эрмуродович[тадж.] (1918—2007), дирижёр
- Алаев, Ало[тадж.] (р. 1932), дойрист[30]
- Алаев, Якуб (р. 1930), дойрист
- Алифбекова, Бегимсултан[тадж.] (1921—1983), актриса театра
- Аргуновская, Евгения Васильевна[тадж.] (р. 1926), актриса театра
- Вахидов, Махмуджон (1939—1977), актёр театра и кино[31]
- Ибрагимова, Муттабар (1930—2009), актриса театра и кино
- Муродов, Джурабек (р. 1942), певец (тенор), композитор, музыкант[32] (впоследствии народный артист СССР — 1979)
- Нозим, Зафар (1940—2010), певец (лирический баритон)
- Солиев, Фозил (1914—1976), композитор
- Худоярбекова, Гарибсултан[тадж.] (р. 1923), актриса театра

### 1976
- Каландарова, Малика Яшуваевна (р. 1950), артистка балета[33] (впоследствии народная артистка СССР — 1984)

### 1977
- Барботько, Владимир Иосифович[тадж.] (1927—1995), актёр театра[34]
- Ерошенко, Алексей Алексеевич[тадж.], актёр театра
- Касымов, Карим[тадж.] (р. 1938), певец, композитор
- Каюков, Николай[тадж.] (1903—?), актёр театра
- Рахматова, Нукра[тадж.] (р. 1942), оперная певица (лирическое сопрано)

### 1978
- Хамдамов, Амон Султанович (1918—2003), дирижёр, композитор

### 1979
- Гадо, Хошим (р. 1937), актёр театра и кино, театральный режиссёр[35] (впоследствии народный артист СССР — 1988)
- Исаева, Марьям Негматовна[тадж.] (р. 1937), актриса театра и кино
- Юсуфов, Пирназар[тадж.] (р. 1933), артист цирка

## 1980-е

### 1980
- Амин-Заде, Зебо Мухиддиновна (р. 1948), актриса театра, танцовщица, хореограф[36] (впоследствии народная артистка СССР — 1986)
- Набиев, Джурабек[тадж.] (р. 1941), актёр театра, певец (лирический тенор)

### 1981
- Мухамеджанов, Ато Самуиддинович (1940—2002), актёр театра и кино
- Орифов, Орифшо[тадж.] (1937—2002), певец, руководитель ансамбля «Гульшан»

### 1983
- Тарсинова, Ремзие Усеиновна (1926—2021), танцовщица, хореограф

### 1985
- Дилдорова, Майсара[тадж.] (р. 1944), актриса театра, певица

### 1986
- Исаева, Сайрам Негматовна (р. 1942), актриса театра и кино
- Маликов, Мусофиршо[тадж.] (1934—1992), актёр театра

### 1987
- Абдураззаков, Хабибулло Абдураззакович (1937—2021), актёр театра и кино, театральный и кинорежиссёр

### 1988
- Каримов, Владимир Одинаевич (р. 1950), оперный певец (бас)
- Холов, Давлатманд (1950—2024), певец, композитор

### 1989
- Сабзанов, Яхиэль Рафаилович (1929—2013), композитор[37]
- Наматиев, Борис Давидович (1930—2016), певец (драматический тенор), музыкант, актёр театра
- Раджабов, Бурхон[тадж.] (1936—2011), актёр театра и кино
- Худоназаров, Давлатназар (р. 1944), кинодокументалист, кинооператор, сценарист[38]
- Эргашева, Мастона[тадж.] (р. 1952), певица

## Народный артист Таджикистана

### Дата неизвестна
- Шодиев, Афзалшох[тадж.] (р. 1960) — певец
- Касымова, Мушаррафа (1918—2019) — актриса театра и кино
- Мирраджабов, Акбар[тадж.] (р. 1959) — солист оперы
- Муминова, Хаётхон[тадж.] (р. 1962) — певица[39].
- Рахониён, Эмомали (?) — руководитель ансамбля танца «Гулрез»[тадж.].
- Киямов, Шамси (1920—2000) — актёр, Республика Узбекистан
- Усманова, Юлдуз (р. 1963) — певица, Республика Узбекистан
- Собир, Курбони[тадж.] (р. 1961) — актёр театра и кино
- Давлатов, Амирхайдар (р. 1939) — актёр
- Миралибеков, Бодурбек (р. 1950) — главный режиссёр Государственного русского драматического театра имени В. В. Маяковского, Душанбе
- Алиматов, Даврон[тадж.] (1950—2014) — актёр и певец
- Шахиди, Толибхон (р. 1946) — композитор

### 1990
- Махмадгулов, Бурхан[тадж.]* (1945-2023) — певец
- Сайфиддинов, Шарофиддин Сангинович (1929-2015), композитор
- Хасанов, Носир (1935-2021) — актёр театра и кино

### 1994
- Раджабов, Убайдулло (1941-2021) — актёр театра и кино
- Кодиров, Амонулло[тадж.] (1945-2020) — актёр театра
- Хашимов, Абдуджалил (р. 1944) — певец

### 1996
- Азизов, Бободжон (1950-2021) — певец, актёр театра
- Салихов, Шоди (р. 1947) — актёр и режиссёр

### 1997
- Маджидов, Холмахмад[тадж.] (р. 1948) — главный хормейстер Таджикского театра оперы и балета имени Садриддина Айни
- Меробов, Берон[тадж.] (1937-2014) — дирижёр Таджикского театра оперы и балета имени Садриддина Айни

### 1998
- Сафаралиева, Гуландом (р. 1947) — актриса театра
- Розиков, Тагоймурод (р. 1946) — актёр и режиссёр
- Насриддинов, Муродбек[тадж.] (р. 1951) — певец и композитор

### 1999
- Ниёзов, Боймухамад (1927-2009) — композитор
- Билолов, Саидкул[тадж.] (р. 1953) — певец
- Абдуллаева, Гульсара (р. 1948) — актриса театра и кино
- Пиров, Хасан[тадж.] (р. 1951) — дирижёр
- Курбонали Рахмон[тадж.] (1954-2021) — певец
- Абдурашидов, Исо (1947—2018) — актёр театра и кино, режиссёр

### 2000
- Сабзалиева, Оятбегим[тадж.] (р. 1942) — солистка оперы Таджикского театра оперы и балета имени Садриддина Айни
- Мамадазизов, Мирзоазиз[тадж.] (1930-2006) — актёр и режиссёр театра
- Зиёев, Умар[тадж.] (1951-2024) — певец
- Мавлонов, Мардон[узб.] (р. 1963) — певец, Республика Узбекистан
- Закиров, Фаррух (р. 1945) — певец, Республика Узбекистан

### 2001
- Машрабов, Ибодулло[тадж.] (р. 1954) — актёр театра, певец
- Парда Косим (1947—2024) — певец
- Юсупов, Юнус (р. 1949) — актёр и режиссёр кино
- Умарова, Дильбар (р. 1949) — актриса театра и кино
- Абдурашидов, Абдували[тадж.] (р. 1959) — музыкант
- Ульфатшоев, Ахмадшо (1945-2020) — актёр театра и кино

### 2002
- Рахмондусти Курбоён[тадж.] (1944-2021) — актёр театра и кино, юморист

### 2003
- Ганиев, Комилджон[тадж.] (1950-2023) — певец
- Достизода, Мирали (р. 1958) — певец

### 2005
- Рашидова, Шарофат[тадж.] (р. 1948) — танцовщица
- Умаров, Фируз[тадж.] (р. 1954) — актёр театра и кино
- Рахматуллаев, Аслан (р. 1954) — актёр и режиссёр
- Абдуллаев, Нурулло (р. 1948) — актёр театра и кино
- Азаматова, Сталина (1940-2020) — артистка балета и кино

### 2006
- Дулоев, Рустам (р. 1968) — оперный певец
- Саидова, Точинисо[тадж.] (р. 1953) — актриса театра и кино

### 2007
- Низамов, Шамси (1937-2015) — режиссёр театра
- Косимова, Сурайё[тадж.] (р. 1957) — певица
- Абдулкайсов, Шерали[тадж.] (1951-2021) — актёр театра и кино

### 2008
- Султонов, Абдуллои[тадж.] (1955-2010) — певец
- Арипов, Марат (1935-2018) — актёр кино
- Саодатова, Асал (1950-2021) — актриса театра и кино
- Чакалзода, Киёмиддин[тадж.] (1945-2021) — актёр театра и кино, юморист
- Шодиев, Афзалшо (р. 1962) — артист государственной филармонии Таджикистана

### 2009
- Кодир, Ортик[тадж.] (р. 1957) — актёр театра и кино
- Азизова, Лола[тадж.] (р. 1963) — певица
- Кабир, Амриддин[тадж.] (р. 1958) — певец

### 2011
- Хасанов, Бабаджон[тадж.] (р. 1947) — певец, актёр театра и кино
- Ёкубов, Курбонали (р. 1949) — певец

### 2012
- Паллаев, Душанбе (?-2017) — солист ансамбля «Навои Бадахшон»[40]

### 2013
- Абдуллозода, Аловуддин Джафар (1965-2022) — актёр, режиссёр-документалист

### 2014
- Косимова, Сабохатхон[тадж.] (1951-2023) — директора Государственного предприятия «Театри давлатии тачрибавии тамошобини чавони ба номи М. Косимов»[41]
- Рахимзода, Абдуласом (?) — актёр Народной филармонии имени Одины Хошимова района Мир Сайид Алии Хамадони[41]

### 2016
- Шодиев, Мухаммаджон (р. 1954) — актёр театра
- Файзиддинов, Исроил (р. 1965) — певец и композитор

### 2018
- Джураев, Шерали (1947-2023) — певец государственного учреждения «Узбекконцерт», Республика Узбекистан[42]
- Халилов, Мавлуд — старший научный сотрудник отдела «Устоз-шогирд мактаби» узбекского национального центра творчества макам, Республика Узбекистан[42]
- Исмоилов, Джамшед — заместитель генерального директора государственного гастрольно-концертного учреждения «Базморо»[43]

### 2020
- Халилзода, Шавкат[тадж.] (1956-2023) — актёр и режиссёр театра

### 2021
- Саидзода, Фуркат[тадж.] — певец и композитор[44]
- Шарифзода, Мухаррама — артистка ансамбля «Дарё»[44]

### 2024
- Сагдиев, Ёдгор — узбекский советский актёр и режиссёр, директор Узбекского национального академического драматического театра[45]
- Исматулло Холиков[тадж.] — певец и композитор[46]